# Ifigenia în Taurida
Ifigenia în Taurida (în greaca veche Ἰφιγένεια ἐν Ταύροις / Iphigéneia en Taúrois) este o tragedie greacă de Euripide, compusă între 414 î.Hr. și 412 î.Hr.

## Acțiune
Înlocuită printr-o căprioară în momentul sacrificiului la Aulis / Aulida, Ifigenia este depusă de către Artemis în Taurida (actuala Crimeea). Acolo, a devenit preoteasă a zeiței și supusă a regelui Thoas. Potrivit riturilor barbare ale locului, îi incumbă să ducă la moarte pe orice străin care se aventurează în Taurida.
Însoțit de fidelul său tovarăș Pylade, Oreste, fratele Ifigeniei, acostează în Taurida. După consultarea oracolului lui Apollo de la Delphi, el a venit să fure statuia sacră a zeiței Artemis. Oracolul îi prezisese, într-adevăr, că zbuciumările sale – cauzate de uciderea mamei sale, Clitemnestra – vor lua sfârșit aducând înapoi statuia la Atena.
În cursul acțiunii lor, Oreste și Pylade sunt capturați. Ifigenia se pregătește să poruncească sacrificarea celor doi greci, când ea îl recunoaște într-unul din ei pe fratele său. Înșelând supravegherea lui Thoas, ea a evadat cu ei.

## Personajele (în ordinea intrării în scenă)[1]
- Ifigenia, fiica lui Agamemnon
- Oreste, fratele ei
- Pylade, prietenul și vărul lui Oreste
- Corul femeilor captive, slujitoarele Ifigeniei
- Boarul
- Thoas, regele taurienilor
- Crainicul
- Atena
- Soldați din garda lui Thoas, slujitori ai templului

## Traduceri în limba română
- Ifigenia în Taurida, în Euripide, Hecuba, Electra, Ifigenia în Taurida, Hipolit, traducere, prefață și note de Alexandru Miran, Biblioteca pentru toți, nr. 898, Editura Minerva, București, 1976.